# Lentejuelas de sangre
Lentejuelas de sangre, subtitulada PierroTerror, es un documental español del 2012 dirigido por Eduardo Gión, escrito por Gión y Pierrot. La película repasa la vida del artista Pierrot, desde finales de los años 60 hasta 1979, y se enfoca en su carrera en el género del terror, teatro de impacto, grand guignol y películas amateurs. La película tuvo su estreno en el Festival de Cine de Sitges en 2012.

## Argumento
Pierrot, artista multidisciplinar, explora una etapa comprendida entre finales de los años sesenta y finales de los setenta dedicada al mundo del terror, los fanzines, teatro de impacto, grand guignol y películas  en Súper 8.

## Producción y distribución
En entrevista, Gión compartió que leyó el libro Memorias Trans de Pierrot y quedó fascinado con el capítulo dedicado a Madame Arthur. En 2005, entró en contacto con Pierrot para armar el guion, la estructura del documental Madame Arthur y el calendario de rodaje. Durante las reuniones que tenía con Pierrot, le propuso realizar un documental sobre su figura en el mundo del cabaret, a lo que Pierrot le compartió su faceta dedicada al cine de terror, con carteles para películas, teatro de impacto, su colaboración con la revista Terror Fantástic y sus ediciones de la revista Vudú, entre otros materiales. Se desarrolló la idea detrás del documental para compartir esas obras de arte y ese lado del artista, y se realizaron entrevistas con Sanjulián, Sebastían D’arbó, Pilar Rubiella, Adrià Frías, Jaime del Rosal, Salvador Sainz, Manel Domínguez, José Ruiz Lifante, Ricard Reguant, y la voz en off de Paul Naschy.
La película se estrenó en el Festival de Cine de Sitges en 2012, y en 2014 Vial of Delicatessen la distribuyó en formato de DVD, con materiales extra que incluyen un cortometraje inédito de Pierrot filmado en Super 8.